# Embalsamamento
Embalsamamento (ou  embalsamação) é uma técnica de preservação de cadáveres para prevenir a putrefacção. 

## Embalsamamento no Antigo Egito

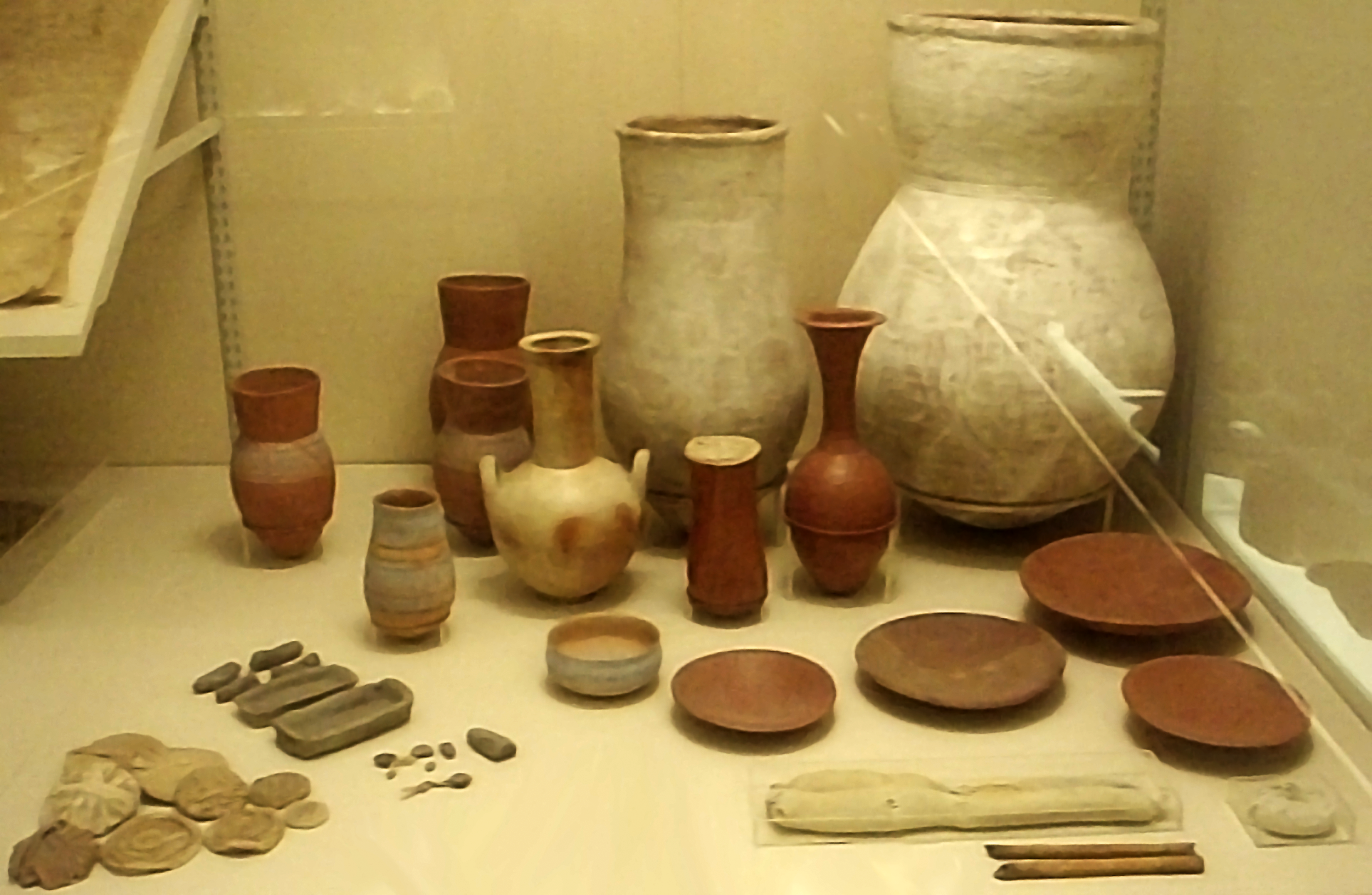
Artigos de olaria para embalsamamento encontrados no túmulo de Tutancamon.

No Antigo Egito, o processo de embalsamamento era mais ou menos complexo, e, portanto, caro, de acordo com a posição social do defunto.
O cérebro era extraído através das narinas. As vísceras (pulmões, fígado, intestinos, etc.) eram retiradas através de uma incisão lateral no corpo e colocadas em vasos canopos. O coração era substituído por um objeto, e este, envolvido por um texto sagrado, de forma simbólica.
O corpo era então colocado em natrão, para desidratação das células e combate às bactérias, durante um período de 40 dias findo o qual as cavidades vazias do corpo eram preenchidas com ervas aromáticas e fechadas.
Finalmente o corpo era envolvido em faixas de tecido de algodão, colocado num sarcófago e depositado na sepultura.
O processo durava cerca de 70 dias.

## O embalsamamento na Bíblia
Jacó, um dos mais importantes profetas do Velho Testamento também teve seu corpo embalsamado no Egito a pedido de seu filho, José.

## Embalsamamento notável
Rosália Lombardo, que morreu com um ano de idade em 6 de dezembro de 1920 e foi um dos últimos corpos a ser enterrado nas Catacumbas dos Capuccinos de Palermo, na Sicília, antes de as autoridades locais banirem a prática. Apelidada de 'A Bela Adormecida', o corpo de Rosália está perfeitamente intacto. Embalsamado por Alfredo Salafia, ela está em uma caixa de vidro, parecendo muito com uma boneca surreal.